# 福清融城中学
福清融城中学，是1996年于中华人民共和国福建省福清市成立的一所完全中学。

## 学校荣誉
2003年10月，学校被评为福建省三级达标高级中学
2010年2月，学校被评为福建省二级达标高级中学